# Aline (telessérie)
Aline é uma telessérie brasileira produzida e exibida pela TV Globo. Inicialmente em 30 de dezembro de 2008, como um especial de fim de ano da emissora. A primeira temporada foi exibida entre 1 de outubro e 12 de novembro de 2009, e a segunda temporada foi exibida entre 3 de fevereiro e 3 de março de 2011.
Foi escrita por Mauro Wilson, com colaboração de Cláudio Lisboa, Péricles Barros, Tati Bernardi, Manuela Dias, Zé Dassilva e Gabriela Amaral e com direção de Mauro Farias e Maurício Farias e núcleo de Maurício Farias, e baseado nas tiras de mesmo nome de Adão Iturrusgarai.
Em fevereiro de 2010, foi lançando pela Som Livre o box com 1ª temporada completa, incluindo o episódio "Especial de Fim de Ano".

## Enredo
Aline (Maria Flor) é uma moça de 25 anos independente e com ampla liberdade sexual, que vive um relacionamento a três com Pedro (Pedro Neschling) e Otto (Bernardo Marinho). Temperamental, ela odeia os afazeres domésticos e ter que dar satisfações, além de ter ideias mirabolantes que colocam todos à sua volta em situações cômicas, fazendo com que seus dois namorados tenham sempre que arrumar a bagunça de sua vida. Aline trabalha na loja de discos do casal de roqueiros Pipo (Gilberto Gawronski) e Rico (Otávio Müller) junto com Max (César Cardadeiro), que é apaixonado por ela. Já em seu prédio, Aline tem que lidar com a síndica linha-dura  Dona Rosa (Camila Amado) e o filho dela, Wallace (Fernando Caruso), que vive a cantando. Ela ainda conta com os conselhos de sua melhor amiga, Kelly (Bianca Comparato, que é mais desequilibrada que ela, e faz análise com o psicólogo Yuri (Isio Ghelman), que se sente cada vez mais instável com suas histórias.

## Elenco

### Principal
| Ator             | Personagem   |
| ---------------- | ------------ |
| Maria Flor       | Aline Ferrer |
| Pedro Neschling  | Pedro        |
| Bernardo Marinho | Otto         |

### Recorrente
| Ator               | Personagem       |
| ------------------ | ---------------- |
| Bianca Comparato   | Kelly            |
| César Cardadeiro   | Max              |
| Gilberto Gawronski | Pipo             |
| Otávio Müller      | Rico             |
| Isio Ghelman       | Dr. Yuri         |
| Camila Amado       | Rosa Pedrosa     |
| Fernando Caruso    | Wallace Pedrosa  |
| Daniel Dantas      | José Ferrer (Zé) |
| Malu Galli         | Dolores Ferrer   |

## Prêmios e indicações
| Ano  | Prêmio                  | Categoria                                              | Indicação       | Resultado |
| ---- | ----------------------- | ------------------------------------------------------ | --------------- | --------- |
| 2009 | Prêmio Qualidade Brasil | Televisão: Melhor Série ou Projeto Especial            |                 | Venceu    |
| 2009 | Prêmio Qualidade Brasil | Televisão: Melhor Atriz de Série ou Projeto Especial   | Maria Flor      | Indicado  |
| 2009 | Prêmio Qualidade Brasil | Televisão: Melhor Diretor de Série ou Projeto Especial | Maurício Farias | Indicado  |
| 2009 | Prêmio Qualidade Brasil | Televisão: Melhor Autor de Série ou Projeto Especia    | Mauro Wilson    | Indicado  |
| 2010 | Prêmio Contigo          | Melhor Série/Minissérie                                |                 | Indicado  |